# Valto Olenius
Valto Rudolf Olenius  (ur. 12 grudnia 1920 w Karkkili, zm. 13 lipca 1983 w Heinoli) – fiński lekkoatleta specjalizujący się w skoku o tyczce, dwukrotny uczestnik letnich igrzysk olimpijskich (Londyn 1948, Helsinki 1952), wicemistrz Europy (Bruksela 1950).
W latach 1947–1954 czternastokrotny reprezentant kraju w meczach międzypaństwowych – 4 zwycięstwa indywidualne.

## Sukcesy sportowe
| Rok  | Miasto   | Zawody               | Konkurencja   | Wynik         |
| ---- | -------- | -------------------- | ------------- | ------------- |
| 1948 | Londyn   | igrzyska olimpijskie | skok o tyczce | 7. miejsce    |
| 1950 | Bruksela | mistrzostwa Europy   | skok o tyczce | srebrny medal |
| 1952 | Helsinki | igrzyska olimpijskie | skok o tyczce | 5. miejsce    |

## Rekordy życiowe
- skok o tyczce – 4,31 – Tampere 06/07/1953